# Crécy-en-Ponthieu
Crécy-en-Ponthieu is een gemeente in het Franse departement Somme (regio Hauts-de-France) en telt 1551 inwoners (2004). De plaats maakt deel uit van het arrondissement Abbeville.
Crécy-en-Ponthieu ligt ten noorden van het Forêt de Crécy. Aan de zuidkant van dit bos ligt Nouvion. Ongeveer 18 km ten zuiden van Crécy ligt Abbeville.

## Geschiedenis
Volgens de overlevering hadden de Merovingen hier een domein gelegen aan de rivier de Maye.

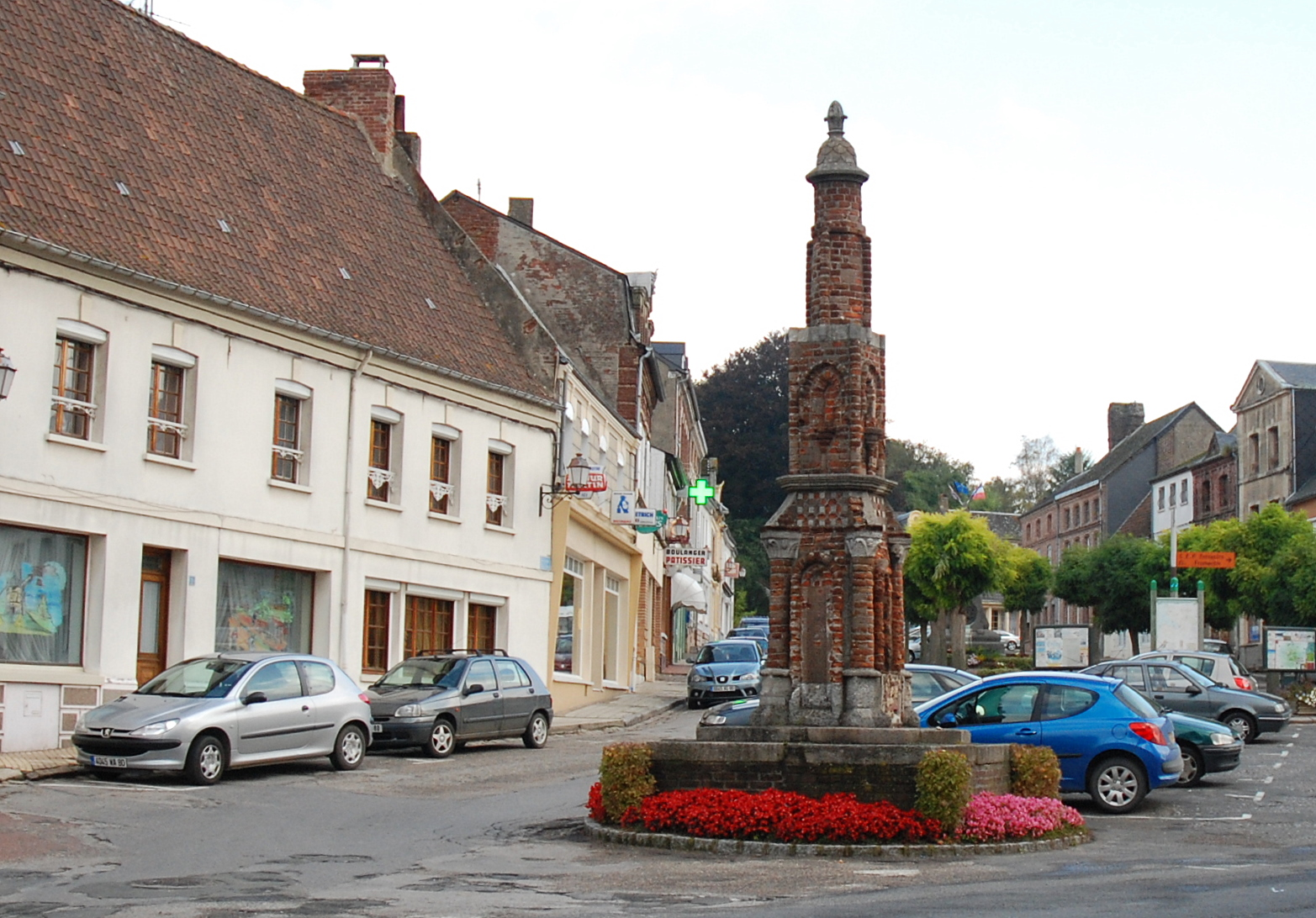
Croix du Bourg

In deze gemeente vond op 26 augustus 1346 de Slag bij Crécy plaats, als onderdeel van de Honderdjarige Oorlog. Op het slagveld is een uitkijktoren geplaatst en in het centrum van de gemeente kan men het museum Emhisarc over de veldslag bezoeken.
Crécy maakte tot de Franse Revolutie deel uit van het graafschap Ponthieu. Tijdens de 17e eeuw werd de plaats geteisterd door Spanjaarden die in Hesdin waren gelegerd. Alle overlevenden ontvluchtten de stad die verlaten bleef van 1635 tot 1641. Fiscale gunstmaatregelen zorgden ervoor dat de plaats opnieuw werd bewoond.
In 1973 fuseerde buurgemeente Marcheville met Crécy-en-Ponthieu.

## Geografie
De oppervlakte van Crécy-en-Ponthieu bedraagt 57,3 km², de bevolkingsdichtheid is 27,1 inwoners per km² (2004). De gemeente ligt tussen Amiens en de Baai van de Somme. De Maye, een riviertje dat uitmondt in Het Kanaal, stroomt door de gemeente. De bodem bestaat grotendeels uit krijtgesteente.
De gemeente telt drie kernen: Crécy, Marcheville en het gehucht Caumartin. Het bosgebied Forêt domaniale de Crécy van 4322 ha ligt grotendeels binnen de gemeentegrenzen (3715 ha). Een deel van dit bos is beschermd als Massif forestier de Crécy-en-Ponthieu in het kader van Natura 2000.
De onderstaande kaart toont de ligging van Crécy-en-Ponthieu met de belangrijkste infrastructuur en aangrenzende gemeenten.

## Bezienswaardigheden
In het Forêt de Crécy groeien vooral beuken, haagbeuken en eiken staan. Twee bijzondere vlinders, die in het bos voorkomen zijn de keizersmantel en de Spaanse vlag. In het bos komt de hazelworm voor en talrijke soorten uilen en andere roofvogels. De herten en reeën, en de wilde zwijnen mogen er, binnen bepaalde wildbeheerlimieten, bejaagd worden.

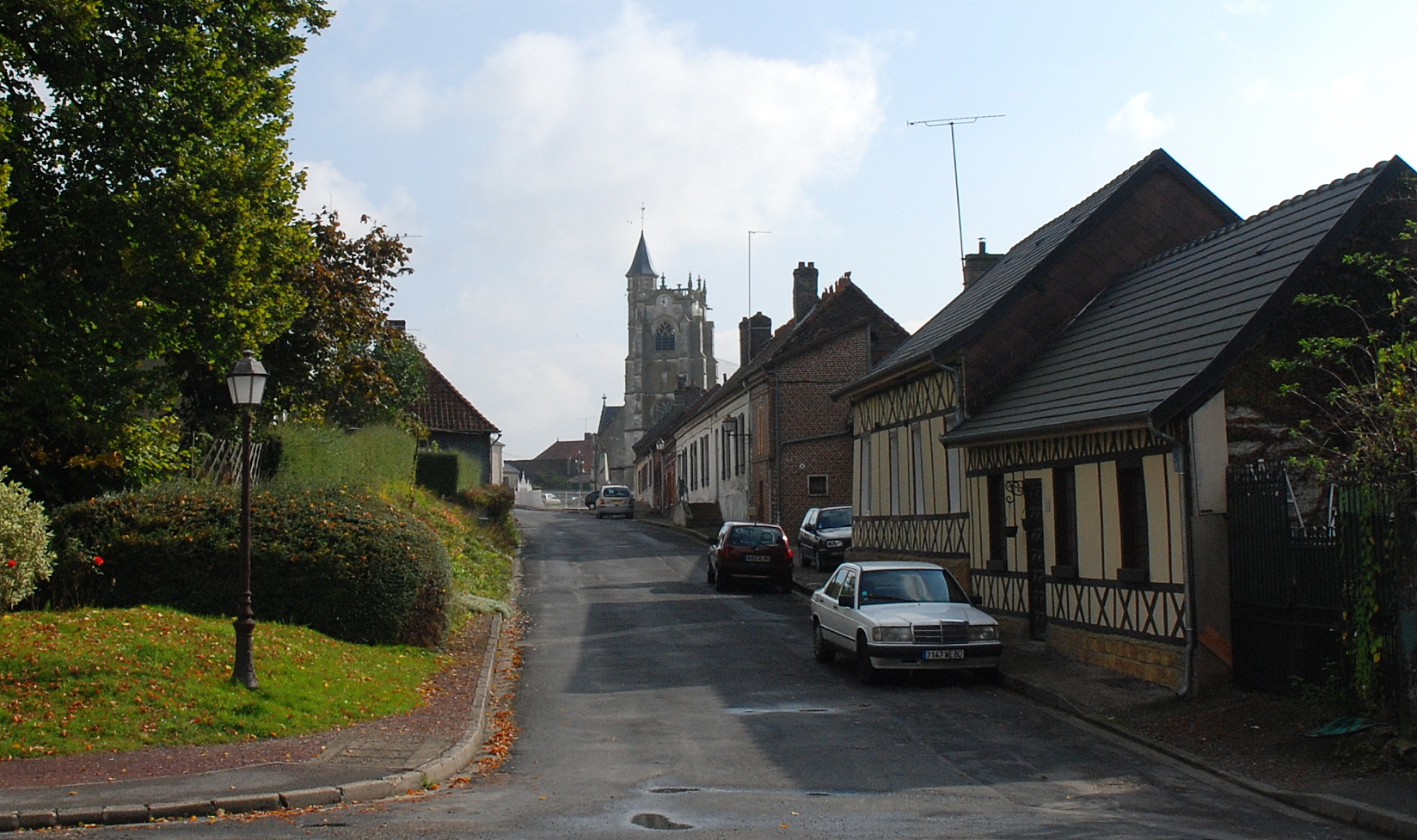
Straat in Crécy

In het Forêt de Crécy staan een aantal zeer oude, monumentale bomen, waaronder de meer dan 600 jaar oude Ramolleux-eik, geplant ter herinnering aan de Slag bij Crécy van 1346. Ook zijn een aantal boomstronken van gevelde bomen door kunstenaars omgevormd tot houtsculpturen.
In het bos zijn 9 wandelroutes uitgezet.
In dit bos zijn enkele grafheuvels van de Urnenveldencultuur (1350-950 v.C.) ontdekt. Van 640 tot 1767 bestond in het bos de door de heilige Richarius gestichte abdij van Forest-Montiers.
In Crécy staat een uit de 16e eeuw daterende, hoog-gotische kerk (Église Saint-Séverin), gewijd aan de heilige Severinus van Keulen, met fraai interieur. In het centrum van de gemeente staat een bakstenen zuil, Croix du Bourg. Het zou gebaseerd zijn op een in 1189 in Engeland opgericht monument door Eleonora van Aquitanië voor haar twee zonen, Richard Leeuwenhart die deelnam aan de derde kruistocht en zijn broer Jan zonder Land. Verder is er het Centre Historique Crécy, een museum rond de Slag bij Crécy. 

## Demografie
Onderstaande figuur toont het verloop van het inwonertal (bron: INSEE-tellingen).